# القائد المفقود (قصيدة)

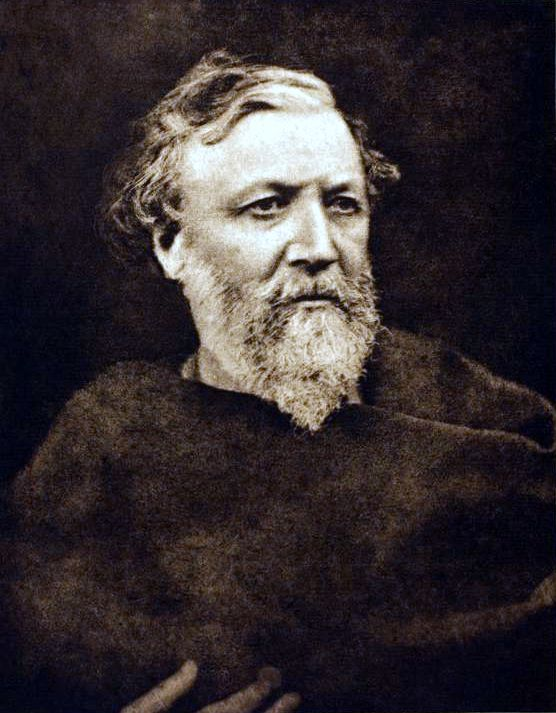
صورة روبرت براوننج، من تصوير جوليا مارغريت كاميرون عام 1865.

القائد المفقود (The Lost Leader) هي قصيدة للكاتب روبرت براوننج و نشرت لأول مرة في عام 1845.[بحاجة لمصدر]